# 外套 (プッチーニ)
『外套』（がいとう、Il tabarro ）は、ジャコモ・プッチーニの作曲した全1幕のオペラである。パリ・セーヌ河畔に暮らす荷物船の老船長が、若い妻を巡る争いがもとで部下の若者を殺すさまをショッキングに描く。傾向の異なった3つの一幕物オペラを連続して同時に上演する「三部作」の最初の演目として、1918年12月14日、ニューヨーク・メトロポリタン歌劇場で初演された。
- 原語曲名：Il Tabarro
- 原作：ディディエ・ゴルドの舞台劇『ラ・ウプランド（外套）』（La Houppelande , 1910年）
- 台本：ジュゼッペ・アダーミ
- 初演：1918年12月14日、ニューヨーク・メトロポリタン歌劇場にて、ロベルト・モランゾーニの指揮による

## 作曲の経緯

### 舞台劇『外套』
1913年、パリを訪れていたプッチーニは、同地で1910年からロングラン上演されていたディディエ・ゴルドの舞台劇『外套』を観た。それはパリ・セーヌ河の荷物船船上で生活する人々の愛憎模様と、そこで発生したショッキングな殺人を題材とするものだった。彼はこの劇を気に入り、早速、長年共同関係にあった台本作家ルイージ・イッリカにオペラ化権の確保と台本作成検討を要請する書簡を送っている。同書簡中でプッチーニは、

「これは確かにどこから見てもアパッシュだ。殆ど、いや殆どどころでない完全なグラン・ギニョールだ。しかしそんなことはどうでもいい。僕はこの芝居が気に入った。とても効果的だと思う。ただ、このどぎつく真っ赤な鮮血と釣り合いをとる意味で、何か完全に違った性質の題材が必要だ。僕は今それを探している。」

と述べている。注目されるのは、この1913年の時点ですでにプッチーニが『外套』を単一のオペラとしてでなく、別作品と組み合せて上演するべきものと最初から考えていることである。彼が長年温めていた「傾向の異なるいくつかの短篇オペラを一夜で上演する」という「三部作」構想がこうして具体的にスタートした。

### 台本作家選定の難航
もっとも、イッリカとの作業はその後進展することはなかった。気性の激しいプッチーニとイッリカの「かすがい」役を果たしていたジュゼッペ・ジャコーザが1906年に亡くなった後2人の仲はしっくりいっていなかったし、別件で、マリー・アントワネットを題材とするオペラをプッチーニが依頼したにもかかわらずイッリカが着手できなかったこと、そして1914年に第一次世界大戦が勃発、イタリアがドイツ・オーストリア側に宣戦するに及び、ドイツ贔屓として有名だったプッチーニと、愛国心旺盛でイタリアの対独宣戦を熱烈に支持したイッリカとの間には政治面での対立までが生じたことも理由である。
それでも『外套』を諦めないプッチーニは今度は新進気鋭の劇作家・台本作家ジョヴァッキーノ・フォルツァーノに台本化を依頼する。しかし意気盛んなフォルツァーノは「他者の舞台劇に手を加えるのでなく、まったくオリジナルの台本を書きたい」と言い出してこれを断ってしまう。もっともこのフォルツァーノへの接触はまったくの無駄ではなかった。「三部作」の他の2篇『修道女アンジェリカ』と『ジャンニ・スキッキ』は、こうして縁のできたフォルツァーノがほぼオリジナルの台本として提供したものである。
次にプッチーニは引退した政治家・作家のフェルディナンド・マルティーニを訪ね、台本化を依頼する。マルティーニは試稿を作成したが、それは美しい韻文であまりに格調が高すぎ、原作劇のもつ野卑でセンセーショナルな雰囲気は完全に失われてしまっていた。結局マルティーニは自分は台本作成に向いていない、としてこの任から下りてしまう。

### 制作着手
最終的に『外套』の台本作成はジュゼッペ・アダーミが行うこととなった。彼は大作曲家プッチーニからの依頼に喜び、3週間ほどで台本初稿を完成した。プッチーニとアダーミが同じ頃ウィーンから委嘱されていたオペレッタ風の『つばめ』の制作も並行して行っていたため、『外套』への制作着手は1915年10月にまでずれ込んだが、作品の短さ、簡潔さもあって作曲はいったん開始されると順調に進み、プッチーニは1916年11月25日に脱稿した。

## 主な登場人物
- ミケーレ（バリトン）、セーヌ川に浮かぶはしけの船長、50歳（年齢は台本での指定による、以下同）。
- ジョルジェッタ（ソプラノ）、その妻、25歳。
- ルイージ（テノール）、ミケーレのもとで働く沖仲仕、20歳。しばらく前からジョルジェッタと不倫関係にある。
- イル・ティンカ（テノール）、酒癖の悪い沖仲仕、35歳（「ティンカ」とはコイ科に属する淡水魚で、彼についたあだ名）。
- イル・タルパ（バス）、沖仲仕、55歳（「タルパ」はやはりあだ名で、モグラのこと）。
- ラ・フルゴラ（メゾソプラノ）、その妻、50歳（「フルゴラ」はあだ名で、フェレットのこと）。
- 流しの歌唄い（テノール）

- 合唱

## 演奏時間
約50分

## 楽器編成
ピッコロ、フルート2、オーボエ2、イングリッシュ・ホルン、クラリネット2、バスクラリネット、ファゴット2、ホルン4、トランペット3、トロンボーン3、バス・トロンボーン、ティンパニ（一人）、トライアングル、大太鼓、グロッケンシュピール、チェレスタ、ハープ、弦5部。デ更にこの基本編成に小太鼓が追加。
バンダとしてはコルネット、低い教会の鐘、タグボート・ホルン、オートモビール・ホルン、ハープ。

## あらすじ
時と場所：　1910年、パリ・セーヌ河畔に浮かぶはしけの甲板上
夕方、船長ミケーレはぼんやりと日没を眺めていたが、妻ジョルジェッタに「仕事も終るので沖仲仕たちにワインを振舞ってやれ」と命令する。彼は妻に接吻しようとするが、彼女が顔をそむけるので気を悪くしたまま船倉に降りてしまう。
沖仲仕たちが仕事を終えて戻ってくる。ジョルジェッタは夫の言いつけ通り皆に酒を勧める。若いルイージは、居合わせたオルガン弾きにワルツを奏でさせる。はじめティンカが、そしてルイージがジョルジェッタと踊る。ちょうどルイージが彼女と固く抱き合って踊っているところでミケーレが甲板に上がって来て、皆は気まずい雰囲気となる。今度は流しの歌唄いが河岸に現れ、「ミミの物語」なる小唄を歌う。
ルイージはミケーレ船長に「はしけがルーアンまで行ったところで自分を下船させてほしい」と頼むが、ミケーレに「あそこはもっと景気が悪いというぞ、このまま俺の船に乗っていろ」とたしなめられその言葉に従う。
ミケーレが船室に去った後、ルイージとジョルジェッタだけが残される。ジョルジェッタは「なぜ船を下りたいなんて言ったの」とルイージに訊く。彼は「君をこのまま船長と共有していくなんて僕には耐えられないと思ったんだ」と言う。2人は今晩また逢引することを約束する。ルイージはいったん近くに隠れ、ジョルジェッタが船長が寝静まったことを確認して灯すマッチの炎を合図に再乗船することにする。
甲板に一人残ったジョルジェッタのところへミケーレが戻ってくる。彼は妻に向かってやさしく「お前は最近すっかり変わってしまった。昨年の今頃は夫婦2人と赤ん坊で幸せだったのに、あの子が死んでしまってから……」と言いかけるが、亡き子のことを思い出したくないジョルジェッタは話を中途で遮り、疲れたと言って船室に去る。
彼女の姿が消えたときミケーレの態度は豹変する。彼は「淫売女め」と吐き捨て、妻が浮気しているのは確かなのだが、誰が相手か判らない、と独り詮索を始める。タルパは年寄り、ティンカはただの呑み助だ。ルイージは疑わしいが、今さっき下船したいと言ったばかりだ。相手が誰であっても、見つけ次第俺はこの手でそいつを殺してやる。ミケーレはこう歌った後、自分のパイプにマッチで火をつける。
漆黒の闇の中、その炎をジョルジェッタの合図と早合点したルイージが船に飛び乗ってくる。彼はたちまちミケーレに捕えられる。ミケーレがルイージの首を絞めながら「正直に白状したら許してやってもいいぞ」と言うので、ルイージは苦しい息の下で「僕は彼女を愛している」と告白する。ミケーレは更に強くルイージの首を絞めつつ、何度もその言葉を繰り返させ、最後には絞殺してしまう。
不穏な気配を感じたのかジョルジェッタが甲板に上がってくる。ミケーレはルイージの死体を素早く自分の外套の下に隠す。ジョルジェッタは言う。「不安で眠れないの。貴方のその外套で私を包んで欲しいわ。昔貴方は言ってたじゃない、『人は皆、一枚ずつの外套を持っている、時にはそれに喜びを包み、時には悲しみを……』」。その言葉を受けてミケーレは冷たく言い放つ。「そして時には犯罪を、だ。さあ入って来い」。彼は外套を広げ、ルイージの死骸を妻に見せる。驚愕のあまり絶叫するジョルジェッタをミケーレは引き掴み、彼女の顔を死体の顔に強く押し付けて、幕。

## 初演とその評価、各地での再演

### 単独での初演の試み
プッチーニが『外套』を完成した1916年末の時点では、組み合せとなるべき他のオペラはまだ題材選定すらされていない状況だったが、プッチーニは本作品の出来映えに満足だったらしく、彼自身の処女作『妖精ヴィッリ』（初演1884年）と組み合せて、ローマ・コスタンツィ劇場で1917年-18年のシーズンに上演するとの案が真剣に検討された。ただ、この時はプッチーニが理想の船長ミケーレ役と考えていたバリトン、ティッタ・ルッフォが軍務に服さなければならず、同計画は頓挫している。

### 世界初演
『外套』は、遅れて完成した他の2曲のオペラとともに当初計画通りの「三部作」として、1918年12月14日、ニューヨーク・メトロポリタン歌劇場で初演された。『外套』はプッチーニの構想の通り三部作の最初に配され、ルイージ・モンテサントがミケーレ役、クラウディア・ムツィオがジョルジェッタ役、ジューリオ・クリーミがルイージ役を歌った。
この際、各新聞での評はその力強いヴェリズモ・オペラとしての展開を表面的には賞賛するものの、1紙を除けば結局のところ『カヴァレリア・ルスティカーナ』や『道化師』の亜流とするものだった。

### イタリア初演
イタリアでの初演は翌1919年1月11日、ローマ・コスタンツィ劇場で（同じく「三部作」の第一演目として）行われた。配役はカルロ・ガレッフィのミケーレ役、マリア・ラビアのジョルジェッタ役、エドアルド・デ・ジョヴァンニのルイージ役であった。
このイタリア初演の評価は米国並かそれ以下で、とても好意的なものとは言えなかった。イタリアではこの1919年当時、ヴェリズモ・オペラそのものが（新作のオペラとしては）流行遅れの様式と見做されていたことも一因だろう。
なお観客中にはアルトゥーロ・トスカニーニの姿もあった。彼はプッチーニの作曲完成直後に『外套』総譜に既に目を通しており、それを「最低のグラン・ギニョール」と批判していたが、このイタリア初演時も『外套』終演と同時に席を立ち、残り2曲を聴きもせず劇場を後にしたと伝えられる。プッチーニはその行為に激怒した。彼ら2人の関係はプッチーニの死の直前、『トゥーランドット』作曲が大詰めとなる1923年頃まで修復されることがなかった。
なお、その後1921年になり、プッチーニはミケーレのアリアを差し替えて、これが『外套』最終版となった。

### 他のオペラとのカップリング
『外套』は作者の意図した「三部作」ばかりでなく、他作曲家の短幕物オペラ、たとえば『カヴァレリア・ルスティカーナ』、『道化師』といったヴェリズモ・オペラ、あるいはリヒャルト・シュトラウス『サロメ』、あるいはバレエなどとの組み合せで上演されることも多い。

### 日本
日本での上演に関しては以下の記録が残っている。
- 1938年5月21日、日比谷公会堂にて、原信子歌劇研究所・所員発表会「友邦伊太利近代オペラの夕」として上演されたという。これが日本初演と考えられる。指揮原信子、管弦楽は「東京シンフォニー・オーケストラ」[10]だった。
- 1953年4月2日、第一生命ホールにて、藤原歌劇団青年グループが『外套』を取り上げている。ピアノ伴奏による原語上演であったという[11]。
- 「三部作」としての初演は1957年11月27日、日比谷公会堂にて、やはり藤原歌劇団青年グループの公演として行われた。こちらは訳詞上演である。管弦楽はABC交響楽団、指揮金子登、配役は宮本昭太のミケーレ、梅村聖子のジョルジェッタ、高田作造のルイージ等[12]。